# Elecciones generales de Costa Rica de 1958
Las elecciones presidenciales costarricenses de 1958 se efectuaron el domingo 2 de febrero de ese año y fueron las segundas desde la vuelta a la democracia. Hubo tres candidatos; Mario Echandi del conservador Partido Unión Nacional apoyado por el calderonista Partido Republicano Nacional, Francisco "Chico" Orlich del oficialista Partido Liberación Nacional y Jorge Rossi Chavarría del recién fundado Partido Independiente, escisión del PLN. 
Los conflictos entre Orlich y Rossi durante las elecciones internas causaron la salida de la facción rossista, alegando estos últimos fraude electoral en los procesos de asambleas partidarias. Los seguidores de Rossi fundaron un partido separado con él como candidato, obteniendo la victoria la oposición conservadora por lo que se culpó a Rossi de haber dividido el voto socialdemócrata. 

## Historia

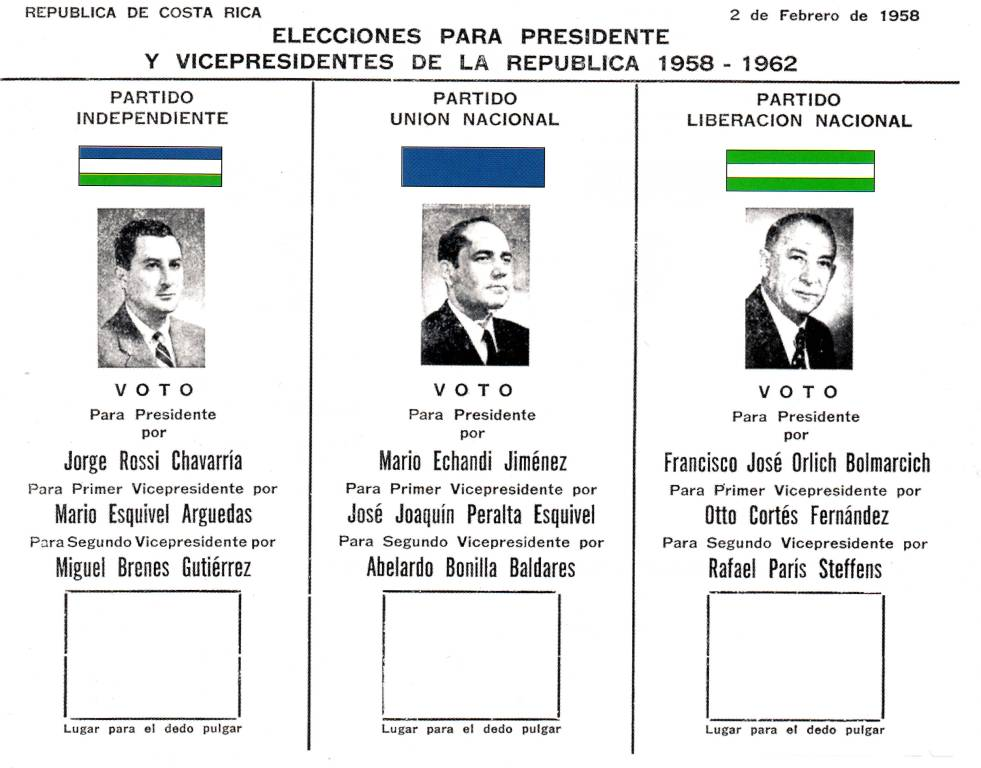
Papeleta utilizada en esta elección.

En estos comicios el comunismo seguía estando proscrito, además era ilegal formar partidos comunistas como lo establecía el artículo 98 de la Constitución de 1949 razón por la cual el Partido Unión Popular, fue ilegalizado por las autoridades y la izquierda no tenía representación, así que sus dirigentes se limitaron a apoyar al Partido Republicano en sus candidaturas parlamentarias y llamar a la abstención para la papeleta presidencial, aunque esto no fue del todo cumplido
El Partido Republicano Nacional presentó como candidato a diputado en primer lugar por San José a Rafael Ángel Calderón Guardia, caudillo del calderonismo exiliado en México. El apoyo de los republicanos a la candidatura de Echandi fue crucial para su triunfo, e incluso el PRN obtuvo más diputados que el PUN. La alianza fue, sin embargo, algo tensa ya que Unión Nacional y Republicano Nacional habían sido partidos enemigos de previo a la revolución de 1948. 
La campaña se centró considerablemente en temas ideológicos, de hecho el PUN trató de hacer énfasis en el tamaño del estado, el supuesto exceso de gasto público y las tendencias izquierdistas del PLN tratando de presentarse a sí mismo como un partido "democrático" de ideología económica liberal. Al respecto, por ejemplo, Alberto Oreamuno quien perdió las primarias del PUN frente a Echandi, escribió:

El pueblo de Costa Rica está abocado a una de las decisiones más importantes de su historia. Por un lado le solicita sus votos el Partido Liberación Nacional, Partido de ideología izquierdista, que tiende a abolir la empresa privada con el fin de crear un monstruoso Super Estado al que deberán quedar supeditados todos los ciudadanos, quienes, a cambio de una pitanza, habrán de hacer entrega de sus derechos naturales y de sus libertades políticas. Por el otro lado le pide sus votos el Partido de Oposición, partido de ideología democrática, que mantiene como base de su programa el hecho de que el Estado ha sido creado para proteger y enaltecer al individuo; para contribuir a su dignificación y bienestar por medio del estímulo a la iniciativa privada, por medio de la justa aplicación de las leyes sociales y por la observancia de los principios cristianos.
El sistema liberacionista incita a la lucha de clases. La Oposición tiende a producir entendimiento y armonía entre el capital y el trabajo. Entre esas dos tendencias, yo siempre he estado con la ideología de la oposición
Alberto Oreamuno.

Uno de los acuerdos pactados previamente a las elecciones fue que, de ganar, Echandi emitiría una amnistía general para todos los involucrados en la lucha armada de 1948, cosa que cumplió, lo que permitió el regreso al país del Dr. Calderón Guardia y su familia.
Las elecciones legislativas de 1958 se realizaron el 2 de febrero al mismo tiempo que las presidenciales. Aunque el ganador fue el candidato opositor Mario Echandi del Partido Unión Nacional, su partido no obtuvo mayoría, pues esta fue para el Partido Liberación Nacional que se encontraba en el gobierno en ese momento. El Partido Republicano, habiendo estado en el bando perdedor durante la reciente guerra civil de 1948, no presentó candidato presidencial, aunque sí a diputados convirtiéndose en la segunda fuerza política e inclusive obteniendo más que el partido de Echandi, uno de los cuales fue precisamente su máximo caudillo el expresidente Rafael Ángel Calderón Guardia, quien no ejerció el cargo. Otros partidos que participaron en esta elección fueron el Partido Independiente de Jorge Rossi Chavarría, exliberacionista que abandonó el partido tras ser derrotado en las primarias y la Unión Cívica Revolucionaria de Frank Marshall, partido furiosamente anticalderonista. La izquierda estaba proscrita y no participó del todo llamando al boicot para la papeleta presidencial, aunque su líder Manuel Mora Valverde llamó a votar por la papeleta diputadil republicana.
En estas elecciones resultaron elegidos los futuros presidentes de la República Daniel Oduber Quirós y Luis Alberto Monge Álvarez. 
El número de diputados a elegir era de 45, debido a la cantidad de la población de entonces. 
| Partido | Partido                                                                                     | Posición        | Ideología                       |
| ------- | ------------------------------------------------------------------------------------------- | --------------- | ------------------------------- |
|         | Partido Liberación Nacional                                                                 | Centroizquierda | Socialdemocracia Liberacionismo |
|         | Partido Republicano Nacional                                                                | Centroderecha   | Calderonismo                    |
|         | Partido Unión Nacional                                                                      | Derecha         | Liberalismo                     |
|         | Partido Independiente                                                                       | Centroizquierda | Socialdemocracia                |
|         | Unión Cívica Revolucionaria                                                                 | Extrema derecha | Anticomunismo                   |
|         | Otros: Movimiento Democrático Oposicionista, Demócrata Auténtico, Republicano Independiente |                 |                                 |

## Resultados

### Presidente y Vicepresidentes
|  | 46.42 % |

|  | 42.78 % |

|  | 10.79 % |

|  | 96.52 % |

|  | 1.73 % |

|  | 1.75 % |

|  | 100.00 % |

|  | 64.72 % |

#### Resultado por provincia
| Distrito   | Echandi (PUN) | Echandi (PUN) | Orlich (PLN) | Orlich (PLN) | Rossi (PI) | Rossi (PI) |
| Distrito   | Votos         | %             | Votos        | %            | Votos      | %          |
| ---------- | ------------- | ------------- | ------------ | ------------ | ---------- | ---------- |
| Alajuela   | 18.099        | 42,96         | 21.381       | 50,75        | 2.651      | 6,29       |
| Cartago    | 9.720         | 37,11         | 10.610       | 40,51        | 5.859      | 22,37      |
| Guanacaste | 9.020         | 44,82         | 9.400        | 46,70        | 1.707      | 8,48       |
| Heredia    | 7.373         | 45,58         | 7.264        | 44,90        | 1.540      | 9,52       |
| Limón      | 4.720         | 54,07         | 3.396        | 38,90        | 613        | 7,02       |
| Puntarenas | 9.545         | 54,20         | 6.906        | 39,22        | 1.159      | 6,58       |
| San José   | 44.374        | 48,99         | 35.831       | 39,55        | 10.381     | 11,46      |
| Total      | 102.851       | 46,42         | 94.788       | 42,78        | 23.910     | 10,79      |

### Asamblea Legislativa
|                                 |                                            |         |        |         |       |
| Partido                         | Partido                                    | Votos   | %      | Escaños | +/–   |
|                                 | Partido Liberación Nacional (PLN)          | 86,081  | 41.68  | 20      | –10   |
|                                 | Partido Republicano Nacional (PRN)         | 46,171  | 22.36  | 11      | +8    |
|                                 | Partido Unión Nacional (PUN)               | 44,125  | 21.37  | 10      | +9    |
|                                 | Partido Independiente (PI)                 | 20,314  | 9.84   | 3       | Nuevo |
|                                 | Unión Cívica Revolucionaria (UCR)          | 6,855   | 3.32   | 1       | Nuevo |
|                                 | Movimiento Democrático Oposicionista (MDO) | 1,417   | 0.69   | 0       | Nuevo |
|                                 | Partido Demócrata (PD)                     | 939     | 0.45   | 0       | –11   |
|                                 | Acción Democrática (AD)                    | 614     | 0.30   | 0       | Nuevo |
|                                 |                                            |         |        |         |       |
| Votos válidos                   | Votos válidos                              | 206,552 | 89.99  | –       | –     |
| Votos en blanco                 | Votos en blanco                            | 6,022   | 2.62   | –       | –     |
| Votos nulos                     | Votos nulos                                | 16,969  | 7.39   | –       | –     |
| Total                           | Total                                      | 229,543 | 100.00 | 45      | 0     |
| Participación                   | Participación                              | 358,661 | 64.69  | –2,75   | –2,75 |
| Fuente: TSE; Election Resources |                                            |         |        |         |       |

#### Resultados por provincia
| Provincia  | Liberación Nacional | Liberación Nacional | Republicano Nacional | Republicano Nacional | Unión Nacional | Unión Nacional | Independiente | Independiente | Unión Cívica Revolucionaria | Unión Cívica Revolucionaria | Democrático Oposicionista | Democrático Oposicionista | Demócrata | Demócrata | Acción Democrática | Acción Democrática |   |
| Provincia  | %                   | #                   | %                    | #                    | %              | #              | %             | #             | %                           | #                           | %                         | #                         | %         | #         | %                  | #                  |   |
| ---------- | ------------------- | ------------------- | -------------------- | -------------------- | -------------- | -------------- | ------------- | ------------- | --------------------------- | --------------------------- | ------------------------- | ------------------------- | --------- | --------- | ------------------ | ------------------ | - |
| Provincia  | San José            | 37.2                | 6                    | 26.7                 | 4              | 19.6           | 3             | 10.1          | 2                           | 5.2                         | 1                         | 0.8                       | 0         | 0.4       | 0                  | -                  | - |
| Alajuela   | 50.3                | 4                   | 17.1                 | 2                    | 24.2           | 2              | 6.0           | 0             | 1.6                         | 0                           | 0.4                       | 0                         | 0.4       | 0         | -                  | -                  |   |
| Cartago    | 40.2                | 3                   | 13.9                 | 1                    | 17.3           | 1              | 20.1          | 1             | 4.8                         | 0                           | 0.7                       | 0                         | 0.5       | 0         | 2.5                | 0                  |   |
| Heredia    | 44.0                | 1                   | 24.7                 | 1                    | 19.1           | 1              | 9.5           | 0             | 1.5                         | 0                           | 0.9                       | 0                         | 0.4       | 0         | -                  | -                  |   |
| Puntarenas | 39.2                | 2                   | 26.9                 | 2                    | 24.9           | 1              | 6.5           | 0             | 1.2                         | 0                           | 0.7                       | 0                         | 0.7       | 0         | -                  | -                  |   |
| Limón      | 40.7                | 1                   | 25.5                 | 0                    | 26.3           | 1              | 5.4           | 0             | 1.1                         | 0                           | 0.7                       | 0                         | 0.4       | 0         | -                  | -                  |   |
| Guanacaste | 46.4                | 3                   | 17.8                 | 1                    | 25.0           | 1              | 8.8           | 0             | 0.9                         | 0                           | 0.5                       | 0                         | 0.6       | 0         | -                  | -                  |   |
| Total      | 41.7                | 20                  | 22.4                 | 11                   | 21.4           | 10             | 9.8           | 3             | 3.3                         | 1                           | 0.7                       | 0                         | 0.5       | 0         | 0.3                | 0                  |   |

### Concejos municipales
| Regidores | Regidores | Regidores | Regidores | Regidores |
| --------- | --------- | --------- | --------- | --------- |
|           |           |           |           |           |
| PLN       | PLN       |           | 49.21 %   | 49.21 %   |
| PUN       | PUN       |           | 27.56 %   | 27.56 %   |
| PRN       | PRN       |           | 18.50 %   | 18.50 %   |
| PI        | PI        |           | 4.72 %    | 4.72 %    |

| Síndicos | Síndicos | Síndicos | Síndicos | Síndicos |
| -------- | -------- | -------- | -------- | -------- |
|          |          |          |          |          |
| PLN      | PLN      |          | 82.19 %  | 82.19 %  |
| PUN      | PUN      |          | 10.00 %  | 10.00 %  |
| PRN      | PRN      |          | 7.19 %   | 7.19 %   |
| PI       | PI       |          | 0.63 %   | 0.63 %   |

| Partidos        | Partidos                                          | Votos   | %      | ±%     | Regidores | Regidores | Síndicos | Síndicos |
| Partidos        | Partidos                                          | Votos   | %      | ±%     | Total     | +/-       | Total    | +/-      |
| --------------- | ------------------------------------------------- | ------- | ------ | ------ | --------- | --------- | -------- | -------- |
|                 | Partido Liberación Nacional (PLN)                 | 88,893  | 42.53  | -22.05 | 125       | -38       | 263      | -47      |
|                 | Partido Unión Nacional (PUN)                      | 50,400  | 24.11  | +18.17 | 70        | +65       | 32       | +32      |
|                 | Partido Republicano Nacional (PRN)                | 43,715  | 20.91  | +14.96 | 47        | +42       | 23       | +23      |
|                 | Partido Independiente (PI)                        | 21,419  | 10.25  | Nuevo  | 12        | Nuevo     | 2        | Nuevo    |
|                 | Unión Cívica Revolucionaria (UCR)                 | 3,834   | 1.83   | Nuevo  | 0         | Nuevo     | 0        | Nuevo    |
|                 | Partido Republicano Nacional de Cartago (PRN-CAR) | 720     | 0.34   | Nuevo  | 0         | Nuevo     | 0        | Nuevo    |
|                 | Partido Limonense Independiente (PLI)             | 49      | 0.02   | Nuevo  | 0         | Nuevo     | 0        | Nuevo    |
|                 |                                                   |         |        |        |           |           |          |          |
| Votos válidos   | Votos válidos                                     | 209,030 | 90.80  | -      | 254       | +17       | 320      | -4       |
| Votos en blanco | Votos en blanco                                   | 7,492   | 3.26   |        |           |           |          |          |
| Votos nulos     | Votos nulos                                       | 13,435  | 5.84   |        |           |           |          |          |
| Participación   | Participación                                     | 229,957 | 100.00 |        |           |           |          |          |
| Registrados     | Registrados                                       | 354,962 | 64.78  |        |           |           |          |          |
|                 |                                                   |         |        |        |           |           |          |          |
| Fuente          |                                                   |         |        |        |           |           |          |          |